# Politique de la respectabilité

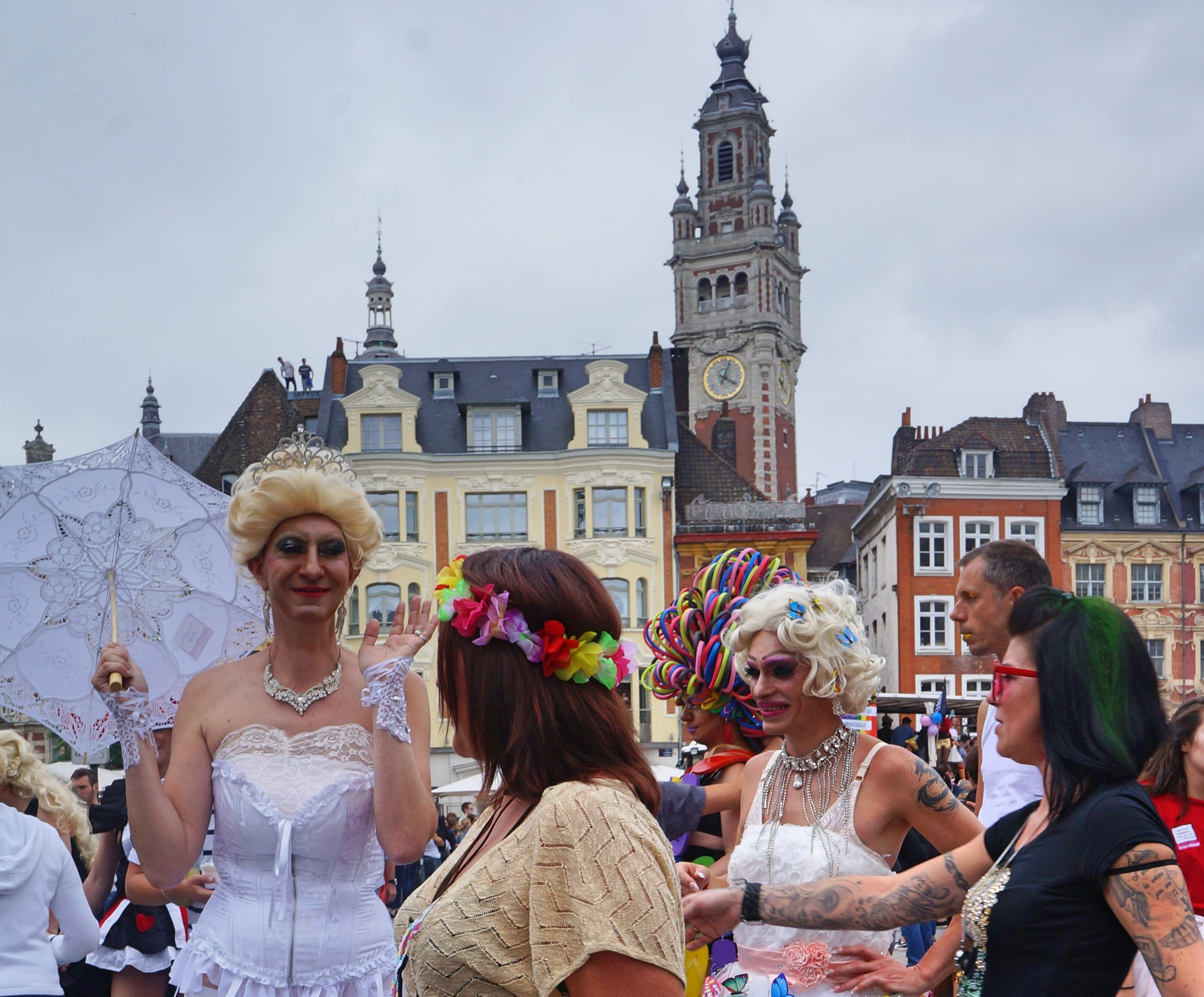
Les drag queens, ici à la marche des fiertés 2018 de Lille, sont accusées par d'autres hommes gays de « donner une mauvaise image de la communauté LGBT »

La politique de la respectabilité est une stratégie dans laquelle les membres d'une communauté marginalisée abandonnent ou sanctionnent volontairement des aspects controversés de leur identité politique et culturelle pour mieux réussir une stratégie assimilationniste, obtenir une meilleure mobilité sociale, et gagner le respect de la culture majoritaire. Le terme est souvent employé de façon péjorative.

## Histoire
Le terme de respectability politics (« politique de la respectabilité ») est utilisé pour la première fois en 1993 par l'historienne américaine Evelyn Brooks Higginbotham (en) dans le cadre des afro-américains. Elle parle notamment de la mobilisation des femmes au sein des églises baptistes, puis de la présence des professeurs blancs au sein des écoles noires pendant la ségrégation, qui essaient d'encourager leurs élèves noirs à passer inaperçus dans des universités blanches pour échapper à l'injustice raciale, plutôt que de travailler à une meilleure intégration.
Kwame Ture et Charles V. Hamilton montrent que les personnes noires doivent constamment prouver leur respectabilité aux dirigeants blancs dans un cercle vicieux où chaque preuve de leur respectabilité est contrecarrée par de nouvelles exigences d'assimilation.

## Caractéristiques
La respectabilité vise à gagner de la crédibilité auprès des groupes dominants en régulant les attitudes de membres du groupe dominé ou marginalisé, et en montrant que le groupe marginalisé est compatible avec les valeurs dominantes du groupe social.
La respectabilité compte trois grands aspects. Le premier applique une hiérarchie entre la personne marginalisée respectable et celle qui fait honte à son groupe. La seconde encourage les personnes à défier les stéréotypes appliqués à leur groupe marginalisé et à leur donner tort. Le troisième cherche à changer l'attitude de la personne marginalisée pour mieux l'intégrer à la norme de classe moyenne de son environnement, ce qui a pour effet de renforcer le statu quo au lieu de chercher à l'améliorer.

## Groupes concernés
Les groupes les plus concernés sont les Afro-américains et les personnes LGBT. Les femmes peuvent jouer sur un tableau proche de celui-ci, qui n'est cependant pas tout à fait identique puisqu'il s'agit de satisfaire les stéréotypes de genre plutôt que de les éviter.
D'autres groupes peuvent être encouragés par certains de leurs membres à adopter des politiques de respectabilité.